# Kingston (TV-serie)
Kingston (originaltitel: Kingston: Confidential) är en amerikansk deckar-TV-serie med Raymond Burr i huvudrollen som mediemagnaten och journalisten R.B Kingston. Serien hade premiär i USA 15 september 1976 (pilotavsnittet).
Burrs rollfigur påminde om William Randolph Hearst, eftersom den ägde flera tidningar och TV-kanaler. På fritiden löste multimiljonären R.B.Kingston olika brott tillsammans med några av sina anställda.
Andra skådespelare i det fasta persongalleriet var Nancy Olson (som Jessica Frazer), Art Hindle (som Tony Marino), Pamela Hensley (som Beth Kelly), och Linda Galloway. Bland gästskådespelarna märktes bland andra Diana Muldaur, Richard Jaeckel och Richard Mulligan.
Totalt producerades 14 avsnitt (inklusive pilotavsnittet) mellan 1976 och 1977.

## Avsnittsförteckning
1. Kingston - Power Play (1976-09-15) (pilotavsnitt)
2. Shadow Game (1977-03-23)
3. Eight Columns Across the Top (1977-03-30)
4. Seed of Corruption (1977-04-06)
5. Triple Exposure (1977-04-13)
6. The Boston Shamrock (1977-06-01)
7. The Rage at Hannibal (1977-06-08)
8. Golden Girl (1977-06-15)
9. Welcome to Paradise (1977-06-15)
10. Monolith (1977-07-06)
11. The Cult (1977-07-13)
12. Dateline: Fear City (1977-08-20)
13. The Night Scene (1977-08-03)
14. The Anonymous Hero (1977-08-10)